# Screwed Up Click
Screwed Up Click es un surtido de raperos del sur de Houston, Texas, que comenzó con el fallecido DJ Screw. Tras aparecer en numerosos screw tapes y extender su nombre por todo el hip hop del sur, ganándose una gran reputación y haciéndose respetar. A pesar de las varias muertes de sus miembros y encarcelamientos, S.U.C. continúa representando a Houston en todo el southern rap.
Los miembros originales de S.U.C. son DJ Screw, Lil Keke, Fat Pat, Big Hawk, Big Pokey, Botany Boyz (C-Note, Will-Lean y D-Red), Big Jut, Big Moe, Z-Ro, Lil' O, Trae, Dat Boy Grace, Southside Playaz (Clay Doe, Mike-D, Mr. 3-2), Lil' Head, Lil' 3rd, C-Ward y E.S.G..
Desde entonces, muchos miembros han abandonado como Woss Ness (Big Steve, Big Bee, Mistah Luv), Big Mello, Lil' Flip, Yungstar, Wood, Al-D (el hermano de Screw), y otros se han unido. Además, Scarface, Geto Boys, UGK y South Park Mexican están considerados como "Screwed Up Afiliados". 3rd Ward/South Houston es el lugar de origen del grupo.
- Datos: Q2089081